# Contact (film)

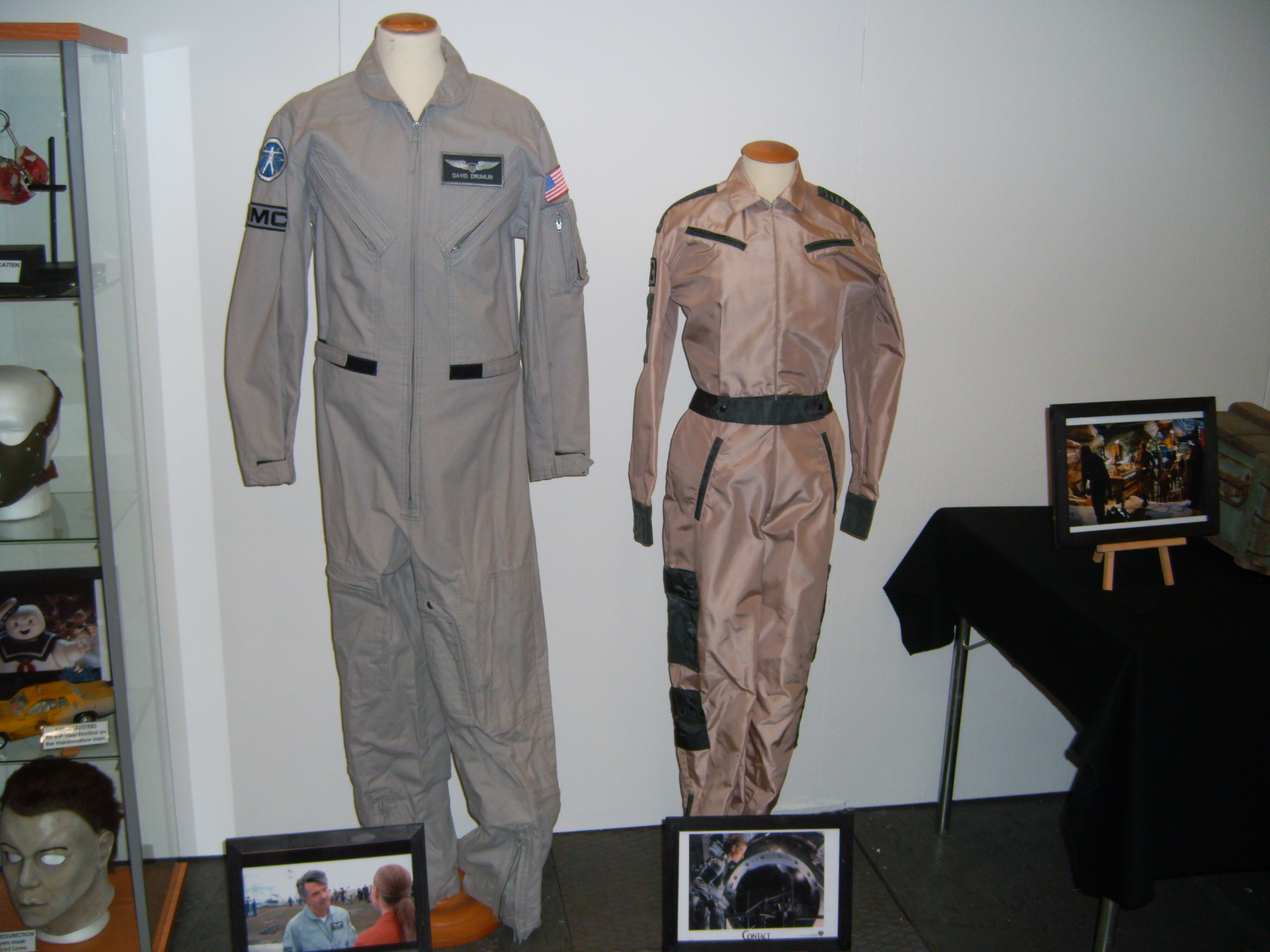
Uniformen gebruikt in Contact

Contact is een sciencefictionfilm uit 1997 uit de Verenigde Staten, gebaseerd op het gelijknamige boek Contact uit 1985 van Carl Sagan. De regie is van Robert Zemeckis en Jodie Foster heeft de hoofdrol als astronoom Eleanor Ann "Ellie" Arroway. Het verhaal van de film gaat over Ellie, die als hoofdonderzoeker werkt bij het SETI-observatorium voor buitenaardse radiosignalen. Op een dag worden er signalen opgepikt die sterk wijzen op een buitenaardse oorsprong. Dan volgt een race tegen de klok om de exacte betekenis van deze signalen te achterhalen, waar steeds meer instanties bij betrokken raken.

## Verhaal
Astronoom Ellie Arroway (Jodie Foster) is al haar leven lang op zoek naar signalen van buitenaardse oorsprong en werkt als onderzoeker voor SETI. Haar vader (gespeeld door David Morse) is haar levenslange inspiratiebron in haar vak geweest, ook al is hij overleden toen ze nog jong was. In haar jeugd heeft ze een radiotoestel waarmee ze experimenteert. Ze communiceert met andere mensen en maakt zelfs helemaal verbinding met iemand in Pensacola, haar meest verre contact tot dan toe, een plaats die ze dan voorstelt als een strand met palmbomen. Ze bevraagt haar vader hoe ver haar radio kan komen, en vraagt ook of ze in contact kan komen met haar overleden moeder, en komt uiteindelijk tot de conclusie dat ze een grotere antenne nodig heeft.
Ook vraagt ze of er leven is op andere planeten, waarop haar vader antwoordt dat hij dat niet weet, maar dat als er alleen leven op aarde zou zijn het dan heel erg zonde van al die ruimte is.
Jaren later. Palmer Joss (Matthew McConaughey) is een priester op zoek naar de waarheid. Ze ontmoeten elkaar als Ellie haar nieuwe baan start aan het Arecibo observatorium in Puerto Rico. Ze hebben een korte affaire. Arroway ondervindt bij haar werk veel tegenwerking van haar oude mentor David Drumlin (Tom Skerritt), die uiteindelijk de stekker uit het SETI-project trekt, waardoor Ellie wordt gedwongen om tijd te gaan huren bij een ander observatorium. Maar dat kost geld, en Ellie probeert fondsen te werven. Uiteindelijk vindt ze een sponsor in de persoon van S.R. Hadden (John Hurt), een op sterven liggende excentrieke miljardair met een voorliefde voor alles wat buitenaards is. Hierdoor kan ze haar SETI-werk voortzetten in New Mexico bij de VLA (Very Large Array) radiotelescopen.
Na lang speuren ontdekt Ellie dan uiteindelijk intelligente signalen waar ze haar hele leven al naar op zoek is: Contact.
De signalen blijken afkomstig te zijn uit het sterrenbeeld Vega. De berichten in de signalen worden ontcijferd en het lijken in eerste instantie op oude filmopnamen van een toespraak van Adolf Hitler tijdens de Olympische Spelen van 1936, maar in de beelden versleuteld vinden de wetenschappers bouwtekeningen voor een soort machine waar precies één persoon in past. Het vermoeden rijst dat het een transportmiddel is naar een plek in de ruimte die op 26 lichtjaar afstand van de aarde ligt. Journalisten verdringen zich om het nieuws, samen met een adviseur van de National Security Advisor, Michael Kitz (James Woods), die het leger wil betrekken bij het project zodat Ellie zelf overbodig wordt.
Ook deze tegenwerkingen wordt het hoofd geboden en er worden plannen gesmeed om het apparaat daadwerkelijk te gaan bouwen. Na lange debatten in de hoogste kringen van de Amerikaanse regering wordt het apparaat uiteindelijk gebouwd op Cape Canaveral in de staat Florida, dit ondanks felle oppositie van o.a. religieuze groeperingen.
Dan rijst de vraag: wie zal er plaatsnemen in de cabine en de reis naar de sterren ondernemen? Een selectieprocedure wordt gestart en zowel Drumlin als Ellie Arroway zijn kandidaten. In het selectiecomité zit ook Palmer Joss. Ellie is nog steeds verliefd op Palmer. Tijdens de laatste interviews met beide kandidaten ondervraagt Palmer Ellie of ze gelooft in God. Omdat Ellie agnost is, kan ze niet met "ja" beantwoorden, en dat geeft de doorslag: Drumlin wordt gekozen als winnaar.
Op de dag dat de machine voor het eerst in gebruik wordt genomen, worden de plannen verijdeld door een religieuze fanaticus (Jake Busey) die een zelfmoord-bomaanslag pleegt waardoor de gigantische machine wordt vernietigd.
Alle hoop lijkt verloren, totdat blijkt dat de miljardair Hadden voor de zekerheid in het geheim een tweede exemplaar van de machine heeft laten construeren bij het Japanse eiland Hokkaido. Ellie is degene die mag plaatsnemen in de cabine.
Na een bijzonder fraai in beeld gebrachte "reis" door ruimte en dimensies komt Ellie aan op haar bestemming: een kleurrijk strand aan een zee met palmbomen (zoals zij zich in haar jeugd Pensacola voorstelde, voor die plek in het universum als analogie een begrijpelijke omgeving is voor een mens) met uitzicht op een gigantische spiralende nevel. Daar wordt ze benaderd door een buitenaards wezen, in de vorm van haar overleden vader (ook om het begrijpelijk te houden). Hij brengt haar een boodschap van vrede en samenwerking. Na dit emotionele weerzien keert Ellie terug naar de Aarde.
Daar aangekomen lijkt het er in eerste instantie op alsof Ellie zich de hele reis slechts heeft ingebeeld: de capsule heeft de aarde nooit verlaten. Toch is Ellie zeker van hetgeen ze heeft meegemaakt. Een bijeenkomst wordt georganiseerd, waarin Ellie heilig overtuigd is van alles wat ze heeft meegemaakt. Ze zegt dat ze in totaal 18 uur onderweg is geweest en vertelt ook over haar bestemming, waar ze uiteindelijk terechtkwam. Met uitzondering van Palmer Joss lijkt niemand haar echter te geloven en het project wordt als mislukt afgeschreven. Ellie en Palmer hebben inmiddels een verhouding met elkaar.
De betrokken regeringsambtenaren houden echter verborgen dat de camera weliswaar alleen ruis heeft opgenomen, maar wel 18 uur lang. Als doekje voor het bloeden geeft de regering Ellie een topbaan als astronoom bij een nieuw te bouwen schotelpark.
Aan het einde van de film leidt ze een groep kinderen rond, waarbij een kind vraagt of er ook leven buiten de aarde is. Ellie antwoordt: Ik zal jullie één ding over het universum vertellen. Het universum is een heel erg grote plek. Het is groter dan waar wie dan ook over dromen kan. Dus als wij alleen de enigen zijn... lijkt dat enorm zonde van de ruimte te zijn, of niet?

## Rolverdeling
| Acteur               | Personage             |
| -------------------- | --------------------- |
| Jena Malone          | Ellie (jong)          |
| David Morse          | Ted Arroway           |
| Jodie Foster         | Eleanor Arroway       |
| Geoffrey Blake       | Fisher                |
| William Fichtner     | Kent Clark            |
| Sami Chester         | Vernon                |
| Timothy McNeil       | Davio                 |
| Matthew McConaughey  | Palmer Joss           |
| Tom Skerritt         | David Drumlin         |
| Max Martini          | Willie                |
| Larry King           | Zichzelf              |
| Dan Gifford          | Jeremy Roth           |
| James Woods          | Michael Kitz          |
| Vance Valencia       | Senator Valencia      |
| Angela Bassett       | Rachel Constantine    |
| Donna J. Kelley      | Zichzelf              |
| Leon Harris          | Zichzelf              |
| Claire Shipman       | Zichzelf              |
| Tabitha Soren        | Zichzelf              |
| Geraldo Rivera       | Zichzelf              |
| Jay Leno             | Zichzelf              |
| Natalie Allen        | Zichzelf              |
| Robert D. Novak      | Zichzelf              |
| Geraldine A. Ferraro | Zichzelf              |
| Ann Druyan           | Zichzelf              |
| Rob Lowe             | Richard Rank          |
| Jake Busey           | Joseph                |
| Kathleen Kennedy     | Zichzelf              |
| John Hurt            | S.R. Hadden           |
| Jill Dougherty       | Zichzelf              |
| John Holliman        | Zichzelf              |
| Bobbie Battista      | Zichzelf              |
| Dee Dee Myers        | Zichzelf              |
| Bryant Gumbel        | Zichzelf              |
| Linden Soles         | Zichzelf              |
| Steven Ford          | Majoor Russell        |
| Alexander Zemeckis   | Zoon van Maj. Russell |
| Bernard Shaw         | Zichzelf              |

## Nominaties
- 1997: Nominatie Annie Award voor Effecten Animatie (Jay Redd)
- 1998: Nominatie Golden Globe voor beste actrice (Jodie Foster)
- 1998: ASCAP Award voor muziek van Alan Silvestri
- 1998: Oscarnominatie voor Beste Geluid (Randy Thom, Tom Johnson, Dennis S. Sands, William B. Kaplan)
- 1998: Saturn Award voor Beste Actrice (Jodie Foster) en nominatie voor Beste Regisseur (Robert Zemeckis), Beste Science Fiction Film, Beste Special Effects (Ken Ralston, Stephen Rosenbaum, Jerome Chen, Mark Holmes), Beste Schrijver (James V. Hart, Michael Goldenberg)
- 1998: Hugo Award voor "Best Dramatic Presentation"

## Achtergrond
- De film geeft een gebalanceerd beeld van de verhaallijnen. Er zijn geen uitgesproken 'goeden' of 'slechten', de motivatie van alle personages blijft invoelbaar.
- Ook al gaat de film over "first contact", de eerste ontmoeting met een buitenaardse intelligentie, toch moet Ellies zoektocht naar de betekenis van het leven als belangrijkste drijfveer worden aangewezen: Al mijn hele leven, zo lang ik me kan herinneren, zoek ik naar de reden van ons bestaan - wat doen we hier, wie zijn we? zegt ze. De sciencefictionelementen van de film zijn feitelijk ondergeschikt aan deze zoektocht.

## Trivia
- Carl Sagan werd als wetenschappelijk adviseur betrokken bij de film, maar overleed tijdens de productie. Bij de aftiteling is te zien dat de film aan Sagan opgedragen wordt: For Carl.
- Er zijn zogenaamde cameo's van Larry King, Tabitha Soren, Geraldo Rivera, Jay Leno, Bobbie Battista, Dee Dee Meyers en Bryant Gumbel.
- In de film spelen echte CNN-reporters mee. Omdat dit tot problemen en zelfs rechtszaken leidde, besloot CNN naderhand hun reporters te verbieden om nog langer verzonnen nieuws te presenteren in films.
- De bijnaam voor Ellie in de film is Sparks. Jena Malone, de actrice die de jonge Ellie speelt, is geboren in Sparks, Nevada.
- Er is een aantal afwijkingen ten opzichte van het boek. Zo worden in het boek drie machines gebouwd, gaan er vijf mensen met de machine op reis en heeft Ellie een affaire met ene den Heer, een adviseur van de president. Verder speelt het getal pi een belangrijke rol in het boek en geen enkele in de film. Aan het eind van het boek wordt een versleutelde boodschap ontdekt in de oneindige reeks decimalen van het getal pi, zeer ver achter de komma. Dit toont aan dat er niet alleen intelligent leven buiten de Aarde is maar dat het universum zelf ontworpen schijnt te zijn door een hogere intelligentie: Intelligent Design.